# ترورو (ماساچوست)
ترورو، ماساچوست
ترورو(به انگلیسی: Truro) شهرکی در شهرستان بارنستبل ایالت ماساچوست می‌باشد که در سال ۱۷۰۹ بنیان‌گذاری شده‌است. این شهرک در سرشماری سال ۲۰۱۰ میلادی، ۲٬۰۰۳ نفر جمعیت داشته‌است.